# Ryanair-vlucht 4978

Op 23 mei 2021 werd Ryanair-vlucht 4978 vanuit de Griekse hoofdstad Athene naar de Litouwse hoofdstad Vilnius omgeleid naar de Nationale Luchthaven Minsk, de grootste luchthaven van Wit-Rusland. De lijnvlucht werd uitgevoerd met een Boeing 737 met vliegtuigregistratie SP-RSM van de Ierse luchtvaartmaatschappij Ryanair. Het vliegtuig met 171 inzittenden werd onder begeleiding van een Wit-Russische MIG-29 gedwongen om te landen op de luchthaven van Minsk. Dit gebeurde, onder het voorwendsel van een bommelding.

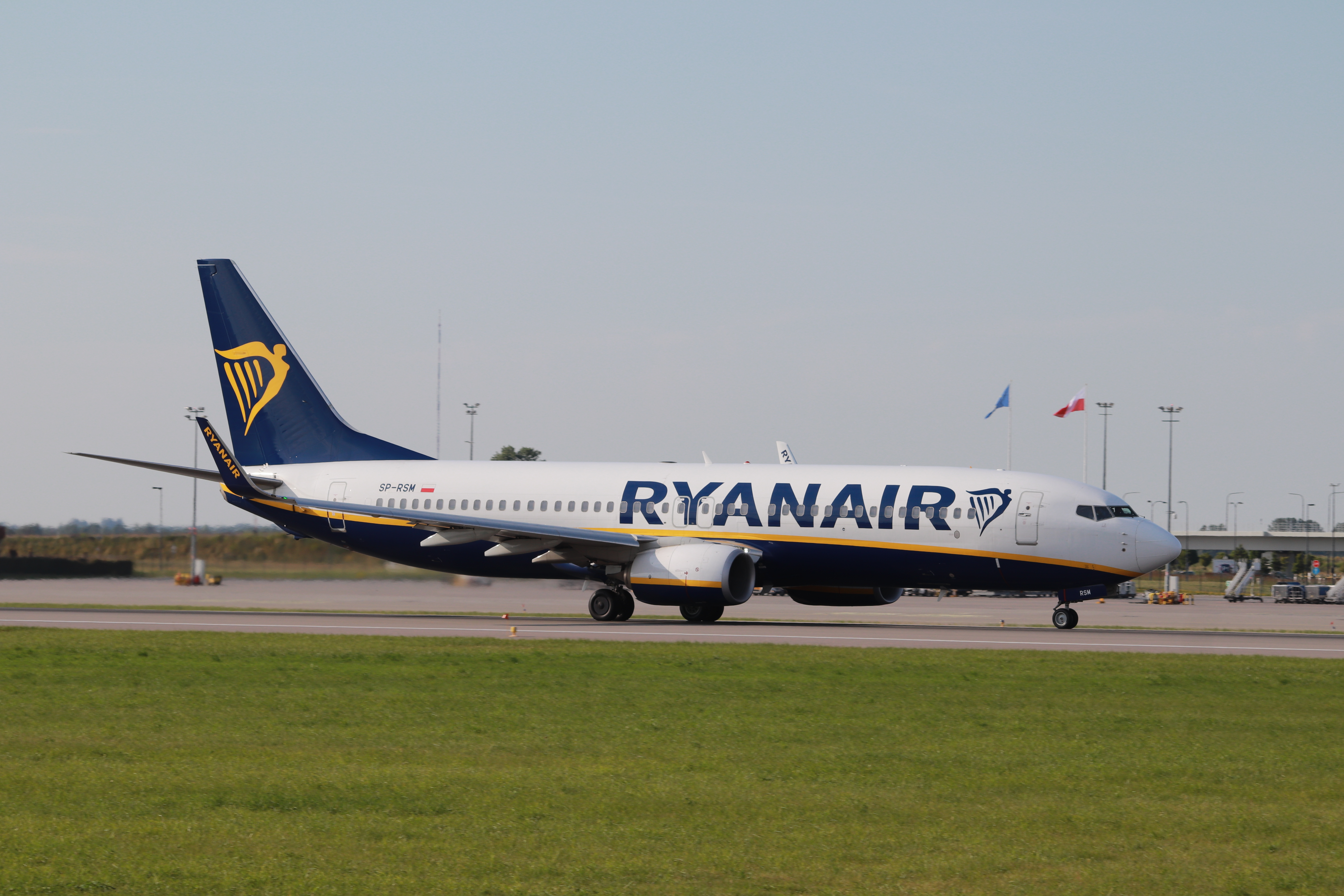
Boeing 737 (SP-RSM) betrokken in het incident (gefotografeerd in 2019).

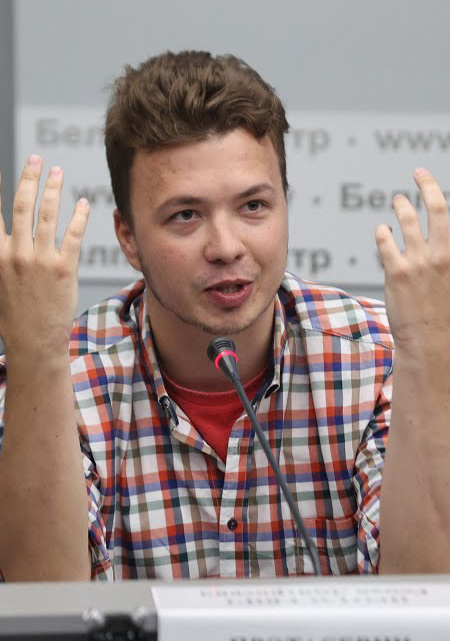
Roman Protasevitsj op een persconferentie in juni 2021

Ryanair-vlucht FR4978 was op zondag 23 mei 2021 om 10:29 uur lokale tijd (07:29 UTC) vertrokken van de internationale luchthaven van Athene, 19 minuten later dan gepland. Het vliegtuig betrad om 12:30 uur lokale tijd (09:30 UTC) het Wit-Russische luchtruim. Om 12:46 uur lokale tijd (09:46 UTC), 30 kilometer vóór de grens met Litouwen, maakte het vliegtuig een draai van 180 graden, waarna koers werd gezet richting Minsk. De Boeing was op dat moment 72 kilometer verwijderd van de luchthaven van Vilnius (de oorspronkelijke bestemming) en 183 kilometer van de Nationale Luchthaven Minsk. Om 13:16 uur lokale tijd (10:16 UTC) landde het vliegtuig in Minsk.
Bij de tussenlanding in Minsk werden er geen explosieven aangetroffen in de bagage. Twee van de passagiers, Roman Protasevitsj en zijn vriendin Sofia Sapega, werden wel opgepakt. Omdat het vliegtuig op het moment van de onderschepping door het gevechtsvliegtuig dichter bij de eindbestemming Vilnius was dan bij de luchthaven van Minsk en niet mocht doorvliegen rees het vermoeden dat de bommelding een vals voorwendsel was om Roman Protasevitsj te kunnen arresteren. In totaal bleven zes passagiers, Protasevitsj, Sapega en vier anderen, achter in Minsk en reisden niet verder naar Vilnius. Na ruim zeven uur aan de grond te hebben gestaan, vertrok het vliegtuig om 20:47 lokale tijd (17:47 UTC) vanuit Minsk met de overgebleven passagiers naar de oorspronkelijke bestemming Vilnius, waar het om 21:26 uur lokale tijd (18:26 UTC) aankwam.
Roman Protasevitsj, een kopstuk van de Wit-Russische oppositie, verbleef in ballingschap omdat hij de doodstraf riskeert in Wit-Rusland. Hij werd in november 2020 door de Wit-Russische veiligheidsdiensten op een terroristenlijst geplaatst. Protasevitsj is medeoprichter van oppositiekanaal Nexta op het berichtenplatform Telegram. Nexta berichtte onder meer over de protesten tegen het regime van Loekasjenko.

## Reacties
Er kwamen felle reacties uit binnen- en buitenland op de gedwongen landing door Wit-Rusland. Wit-Russisch oppositielid Svetlana Tichanovskaja, die een week eerder dezelfde vlucht vanuit Griekenland had genomen, maar ongestoord in Litouwen was gearriveerd, reageerde op Twitter dat Loekasjenko de veiligheid van de passagiers in gevaar had gebracht en eiste de vrijlating van Roman Protasevitsj en internationale sancties tegen Wit-Rusland. De Litouwse president Gitanas Nausėda beschuldigde Loekasjenko ervan dat de gedwongen landing van de vlucht een vooropgezet plan van hem was en vroeg de vrijlating van de Wit-Russische journalist. Andere landen uit de Europese Unie traden hen bij en spraken van een onacceptabele actie en staatsterreur. De Europese Unie vroeg een onderzoek van de Internationale Burgerluchtvaartorganisatie (ICAO) naar de gebeurtenissen.
Op de Europese top van 24 mei 2021 werden een aantal sancties uitgevaardigd tegen Wit-Rusland. Zo werd beslist om de toegang tot het Europese luchtruim en de luchthavens voor de nationale luchtvaartmaatschappij Belavia te verbieden. Daarnaast werden bijkomend sancties getroffen tegen mensen die verantwoordelijk worden geacht voor het incident. Zij kunnen niet meer reizen naar de Europese Unie en hun rekeningen werden bevroren.
Passagiers van het vliegtuig getuigden na de landing in Vilnius voor de camera dat de Wit-Russische politie na de landing aan boord kwam om Protasevitsj op te halen en dus goed wist wie ze zocht. Pas na enige tijd konden zij het vliegtuig ook verlaten voor een veiligheidscontrole, wat volgens hen ook opgezet was.
Michael O'Leary, CEO van Ryanair, reageerde op 24 mei 2021 op de Ierse radiozender Newstalk dat hij ervan uitgaat dat er naast de gearresteerde Protasevitsj ook enkele KGB-agenten zijn uitgestapt bij de tussenlanding in Minsk. O'Leary sprak van een "geval van door de staat gesponsorde ontvoering en piraterij”. De bemanning zou zich van geen kwaad bewust zijn geweest.
Het Wit-Russische ministerie van Buitenlandse Zaken reageerde dat alle internationale regels gevolgd werden als er sprake is van een al dan niet vals bomalarm. De buitenlandse reacties werden beschouwd als poging om het incident te politiseren. Hierin werd het gevolgd door Rusland, een bondgenoot van Loekasjenko. Op 24 mei 2021 werd door de Wit-Russische televisie een vooraf opgenomen boodschap vertoond waarin Roman Protasevitsj zei dat hij overgegaan was tot bekentenissen en dat hij goed behandeld werd. Volgens het oppositiekanaal Nexta zou Protasevitsj echter in kritieke toestand in het ziekenhuis liggen door een hartaandoening.
Om de internationale kritiek te weerspreken gaf het Wit-Russische ministerie van Transport het transcript vrij van de communicatie tussen de luchtverkeersleiding en de piloot van het vliegtuig. Het vrijgegeven transcript startte om 9:28 UTC wanneer het vliegtuig contact opnam met de luchtverkeersleiding zoals voorzien in de internationale procedures. Zo'n twee minuten later werd de piloot op de hoogte gebracht van de bommelding.  De Wit-Russische autoriteiten gaven hierna de aanbeveling om te landen op de luchthaven van Minsk. In het transcript van de communicatie is duidelijk dat de piloot twijfels had bij de plotse bommelding. Om 9:47 UTC werd door de piloten beslist om uit te wijken naar Minsk na het activeren van het Mayday-noodsignaal.
De ICAO kwam in juli 2022 naar buiten met conclusies van het onderzoek dat door de EU was aangevraagd. De organisatie bevestigde dat er sprake was van een "opzettelijk valse bommelding" en dat deze actie een vooropgezet plan van hoge Wit-Russische regeringsfunctionarissen was.